# Stolpe-Bank
Koordinaten: 54° 55′ N, 16° 45′ O
Die Stolpe-Bank (polnisch: Ławica Słupska) ist eine Untiefe (Sandbank) in der Ostsee vor der polnischen Küste, etwa 16 Seemeilen nördlich von Ustka, dem ehemaligen Stolpmünde. Sie ist benannt nach dem Fluss Stolpe (polnisch: Słupia), der dort in die Ostsee mündet.
Die Stolpe-Bank erstreckt sich in allgemein west-östlicher Richtung über eine Länge von etwa 24 Seemeilen und ist bis zu 10 Seemeilen breit. Die Wassertiefe beträgt generell 10 bis 18 Meter, im Nordwesten an einigen Stellen sogar nur 8 bis 9 Meter. Am Südostrand fällt der Meeresboden recht steil bis auf 29 bis 33 Meter hinab, während er an den anderen Rändern nur allmählich absinkt. Von der Stolpe-Bank nach Norden erstreckt sich die Stolper Schwelle, die das Bornholmer Becken im Westen von der Stolper Rinne und damit dem Gotland-Becken im Osten trennt.
Die Sandbank liegt innerhalb der Ausschließlichen Wirtschaftszone Polens. Sie besteht zwar größtenteils aus Sand, enthält aber auch ausgedehnte Kiesablagerungen, aus denen von 1985 bis 2003 etwa 3 Millionen m3 Kies gefördert wurden.
Südlich der Stolpe-Bank verläuft der Schifffahrtsweg von Gdańsk (Danzig) entlang der pommerschen Küste; dort wurde am 10. Februar 1945 die Steuben versenkt. Nördlich der Stolpe-Bank verläuft tieferes Fahrwasser; dort wurde am 30. Januar 1945 die Wilhelm Gustloff versenkt.